# Jaime Barreiro Gil
Manuel Jaime Barreiro Gil (Santa Comba, La Coruña, 18 de agosto de 1951) es un político español, miembro del Partido Socialista Obrero Español. Fue senador por la provincia de La Coruña entre 1982 y 1996 y presidente del Grupo Parlamentario Socialista del Senado de España. Además, fue miembro de la Unión Parlamentaria Internacional y de las Asambleas de Parlamentarios del Consejo de Europa, la Organización del Tratado del Atlántico Norte, la Unión Europea Occidental y la Organización para la Seguridad y la Cooperación Económica. Fue uno de los miembros del Colectivo Socialista Galego que, procedentes del Partido Socialista Galego (PSG), de cariz nacionalista, se integraron en el Partido dos Socialistas de Galicia (PSdeG-PSOE) después de las elecciones generales de 1977.
Es doctor en Economía por la Universidad de Santiago de Compostela, en cuya Facultad de Ciencias Económicas y Empresariales (de la que fue Decano entre 2003 y 2007) imparte docencia en el área de Historia e Instituciones Económicas. Ha publicado diversos trabajos académicos sobre la Galicia contemporánea y temas europeos. Dicta conferencias y es colaborador habitual de diversos medios de comunicación de Galicia. Desde 2009 hasta 2012 fue director Gerente de la Fundación de los Ferrocarriles Españoles.